# Massimo D'Alema
Massimo D'Alema (Roma, 20 de abril de 1949) es un político italiano. Fue ministro de Asuntos Exteriores y presidente del Consejo de Ministros.

## Biografía
Massimo d'Alema nació en Roma el 20 de abril de 1949. Casado con Linda Giuva. 

## Trayectoria política
En su juventud fue secretario general de la Federación Juvenil Comunista Italiana, juventudes del Partido Comunista Italiano y posteriormente dirigente del PCI.
Pertenece al centro-izquierda italiano y forma parte del Partido Democrático. Precedentemente estuvo en los Demócratas de Izquierda, del cual fue secretario general de 1994 a 1998.
Primer ministro del gobierno de la República Italiana del 21 de octubre de 1998 al 25 de abril de 2000, sucedió en el cargo a Romano Prodi y fue sucedido por Giuliano Amato. Su principal problema al frente del ejecutivo italiano fue que no llegó al poder como vencedor de unas elecciones, sino a resultas de un pacto parlamentario.
En 2006 fue nombrado por Prodi ministro de Asuntos Exteriores de Italia, desempeñando esta función hasta 2008, cuando fue substituido por Franco Frattini.
Hostil a la línea política de Matteo Renzi, que considera demasiado de derechas, dejó el Partido Democrático, que ayudó a fundar, para unirse al partido socialdemócrata Artículo Uno en 2017.

## Docencia
Desde 2018 es profesor extraordinario de la Link Campus University.

## Cargos desempeñados
- Miembro de la Cámara de Diputados (1987-actualidad)
- Secretario general del Partido Democrático de la Izquierda (1994-1998).
- Secretario general de Demócratas de Izquierda (1998).
- Presidente del Consejo de Ministros de Italia (1998-2000).
- Presidente de Demócratas de Izquierda (1998-2007).
- Vicepresidente del Consejo de Ministros de Italia (2006-2008).
- Ministro de Asuntos Exteriores de Italaia (2006-2008).
- Presidente de COPASIR (2010-2013).